# いすゞ・J系エンジン
いすゞ・J系エンジンは、いすゞ自動車が生産する排気量2～3リットルの直列4気筒ディーゼルエンジンの系列である。

## シリーズの解説
2023年現在、小型トラック・エルフとピックアップトラックのD-MAX、SUVのMU-Xに搭載されているエンジン。かつていすゞが乗用車を生産していた時代にはビッグホーン、ミュー、ロデオなどにも搭載されていた。

## エンジンの詳細
- 4JB1型
  - 直列4気筒OHV直噴式ディーゼルエンジン
  - 総排気量2,771 cc
  - ボア×ストローク93.0 mm×102 mm
  - 圧縮比17.5
  - 最高出力110（115）PS/3,600 rpm 最大トルク23.0（24.0）kg-m/2,300 rpm（括弧内はインタークーラー付き）
  - 燃料供給装置は分配型燃料噴射方式、ターボチャージャー付き、インタークーラーとEGRが追加されたタイプも後に登場する。
- 4JG2型（機械制御式）
  - 直列4気筒OHV渦流室式ディーゼルエンジン
  - 総排気量3,059 cc
  - ボア×ストローク95.4 mm×107 mm
  - 圧縮比20
  - 最高出力125 PS/3,600 rpm、最大トルク28.0 kg-m/2,000 rpm
  - 燃料供給装置は分配型燃料噴射方式、EGR、ターボチャージャー、インタークーラ付き
- 4JG2型（電子制御式）
  - 直列4気筒OHV渦流室式ディーゼルエンジン
  - 総排気量3,059 cc
  - ボア×ストローク95.4 mm×107 mm
  - 圧縮比20
  - 最高出力135 PS/3,600 rpm、最大トルク30.0 kg-m/2,000 rpm
  - 燃料供給装置は電子制御燃料噴射方式、EGR、ターボチャージャー、インタークーラー付き
  - 4JG2型（機械制御式）の燃料噴射ポンプを大気圧センサーまで備えた電子制御式に改めたもの。ターボチャージャーも最適化されている。
- 4JX1型
  - コモンレール式直噴直列4気筒DOHC16バルブディーゼルエンジン
  - 総排気量2,999 cc
  - ボア×ストローク95.4 mm×104.9 mm
  - 圧縮比19
  - 最高出力160 PS/3,900 rpm、最大トルク34 kg-m/2,000 rpm
  - 燃料供給装置は電子制御燃料噴射方式、ターボチャージャー、インタークーラー付き
  - 米国キャタピラー社との共同開発による小型直噴ディーゼル用新型高圧燃料噴射システム（HEUI方式:Hydraulic Electric Unit Injector ）でエンジンオイルを利用して最大1,400気圧まで燃料を加圧し、超高圧で筒内に直接噴射する。エンジン本体は4JG2をベースに、主にヘッド部分を変更して作られている。エンジンオイルをコモンレールの加圧に使用しているため、指定通りの粘度のオイルを使用する必要がある。また、エンジンオイルのフィルターを2組持つ。EGR、酸化触媒コンバーター、バランサーシャフト付き。
- 4JJ1型
  - コモンレール式直噴直列4気筒DOHC16バルブディーゼルエンジン
  - 総排気量2,999 cc
  - ボア×ストローク値95.4 mm×104.9 mm
  - 圧縮比19
  - 最高出力150 PS/2,800 rpm（1.5 t系は110 ps/2,550 rpm）、最大トルク38.2 kg-m/1,400 - 2,800 rpm（1.5 t系は25.5 kg-m/1,200 - 3,100 rpm）
  - 燃料供給装置は電子制御式燃料噴射方式であり、インタークーラー付き2ステージターボ。
  - 2006年（平成18年）に登場。当エンジン搭載車は車両型式に85が付く（例：TRG-NPR85AP）
- 4JZ1型
  - コモンレール式直噴直列4気筒DOHC16バルブディーゼルエンジン
  - 総排気量2,999 cc
  - ボア×ストローク値95.4 mm×104.9 mm
  - 圧縮比19
  - 最高出力150 PS/2,800 rpm（TCHは175 PS/2,860 rpm）、最大トルク38.2 kg-m/1,280 - 2,860 rpm（TCHは43.8 kg-m/1,450 - 2,860 rpm）
  - 燃料供給装置は電子制御式燃料噴射方式であり、インタークーラー付2ステージターボ。
  - 2018年（平成30年）に登場。当エンジン搭載車は車両型式に88が付く（例：2RJ-NJR88A）。

## 搭載車種
- 4JB1型
  - 4代目エルフ
  - 5代目エルフ
- 4JG1型
  - 初代ミューウィザード
- 4JG2型
  - 2代目ビッグホーン（UBS69系）
  - 5代目エルフ
  - エルフUT（1.5ｔ）/日産・アトラスMAX（OEM）
- 4JX1型
  - 2代目ビッグホーン（UBS73系）
  - 2代目ミュー
  - 2代目ウイザード
- 4JJ1型
  - MU-7
  - 初代D-MAX
  - 初代MU-X
  - 2代目D-MAX
  - シボレー・コロラド
  - 6代目エルフ
  - 日産・アトラスH43
  - UD・コンドル2t系
  - 6代目マツダ・タイタン
  - ユーティリマスター（英語版）・リーチ[1] - ウォークインバン
- 4JJ3型
  - 2代目MU-X
  - 3代目D-MAX
  - 3代目マツダ・BT-50
- 4JZ1型
  - 6代目エルフ
  - 日産・アトラスF25
  - 6代目マツダ・タイタン
  - 7代目エルフ